# 法提赫桥
法提赫桥 (土耳其語：Fatih Köprüsü)又名第一桥（Bönce Köprüsü）是一座历史悠久的奥斯曼帝国桥梁，位于土耳其埃迪尔内，横跨登萨河，连接埃迪尔内宫与城市。
这座桥由奥斯曼帝国苏丹穆罕默德二世建于1452年，有3个桥拱。